# Waliły
Waliły – wieś w Polsce położona w województwie podlaskim, w powiecie białostockim, w gminie Gródek.
Prawosławni mieszkańcy wsi należą do parafii Narodzenia Najświętszej Marii Panny w Gródku, a wierni kościoła rzymskokatolickiego do parafii Najświętszego Serca Pana Jezusa w Gródku.

## Opis

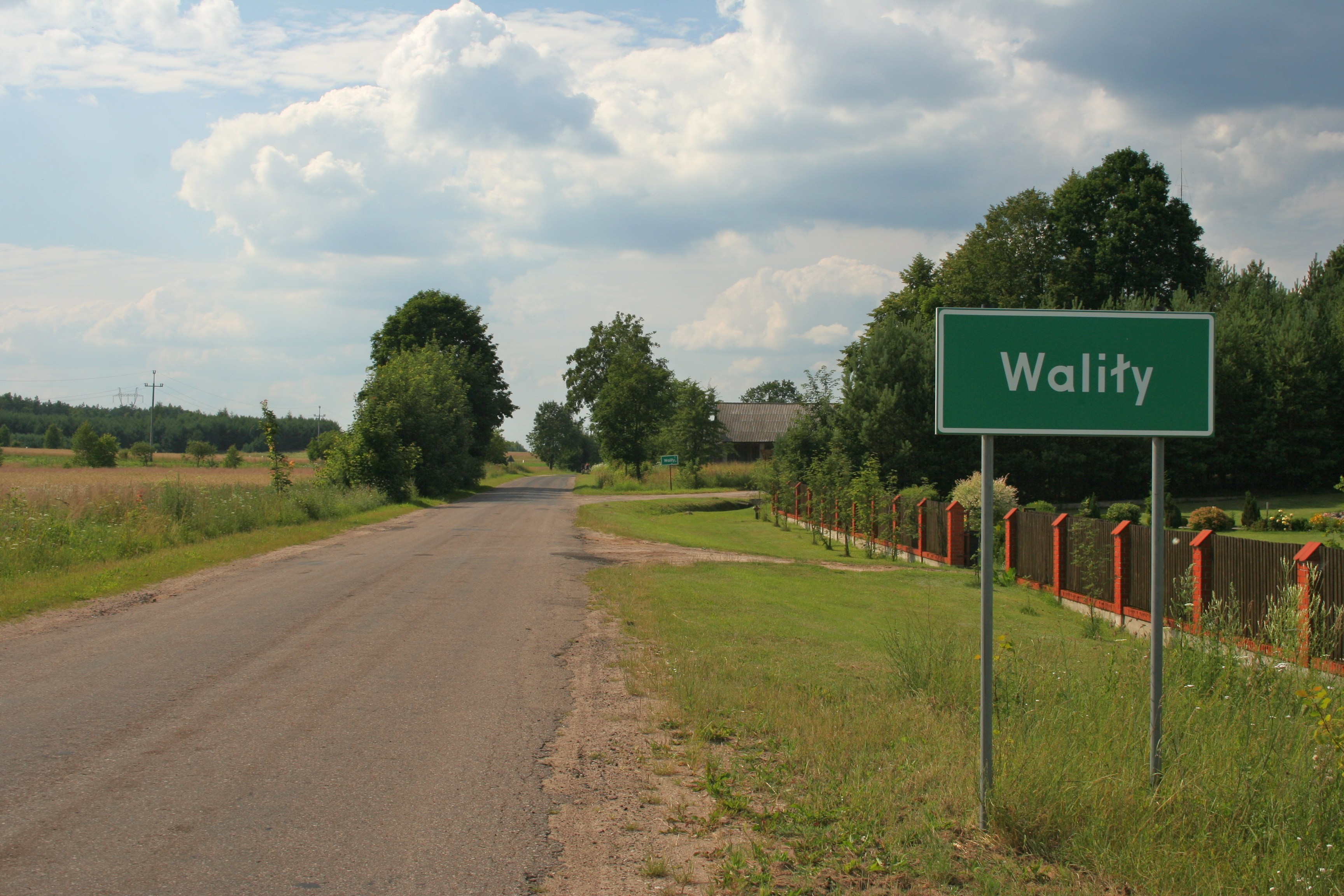
Wjazd do wsi od strony Waliły-Dworu

W latach 1975–1998 miejscowość administracyjnie należała do województwa białostockiego.
Określana jako „Waliły Wieś” dla odróżnienia od dwóch innych miejscowości w pobliżu o tym samym pierwszym członie nazwy.
Miejsce pochodzenia malarza Leona Tarasewicza.
Pod koniec XIX wieku wyróżniano obszary Waliły „dobra” i Waliły „pustkowie” – pierwszy był własnością Ottona Jonasa, a drugie rodziny Remuszewskich.